# هوليوود 7 (مسلسل)
هوليوود 7 (بالإنجليزية: Hollywood 7)‏ مسلسل تلفزيوني بريطاني موسيقي يعتمد على كوميديا الموقف عرض على هيئة الإذاعة البريطانية من 27 سبتمبر 2001 إلى 20 ديسمبر 2001 حيث تم تصوير جزء واحد بواقع 13 حلقة .

## القصة
تدور أحداث المسلسل حول أعضاء فرقة اس كلاب 7 البريطانية الذين يرغبون في الحصول على الشهرة في هوليوود بولاية كاليفورنيا بالولايات المتحدة الأمريكية .

## الشخصيات
| الممثل(ة)       | الشخصية       | عدد الحلقات |
| هاناه سبيريت    | هاناه         | 13          |
| جون لي          | جون           | 13          |
| تينا باريت      | تينا          | 13          |
| بول كاتيرمول    | بول           | 13          |
| ريتشل ستيفينز   | ريتشل         | 13          |
| برادلي ماكينتوش | برادلي        | 13          |
| جو أوميارا      | جو            | 13          |
| باري ويليامز    | دين ستريكلاند | 13          |
| جيمس بلاك       | الرئيس غوردون | 3           |
| شاليم أورتيز    | ميغيل ديلغادو | 2           |
| --------------- | ------------- | ----------- |

## روابط خارجية
- هوليوود 7 على موقع IMDb (الإنجليزية)
- هوليوود 7 على موقع كينوبويسك (الروسية)